# Trần Minh Tiến (Thiếu tướng)
Trần Minh Tiến (sinh năm 1967), là một tướng lĩnh Công an nhân dân Việt Nam hàm Thiếu tướng. Ông hiện là Phó Thủ trưởng thường trực Cơ quan Cảnh sát điều tra Bộ Công an và là Chánh Văn phòng Cơ quan Cảnh sát điều tra Bộ Công an.
Ông nguyên là Giám đốc Công an tỉnh Nam Định (từ 2022), nguyên Giám đốc Công an tỉnh Lâm Đồng (2021), nguyên Phó Giám đốc, Thủ trưởng Cơ quan Cảnh sát điều tra Công an tỉnh Hà Nam (từ 2019).

## Tiểu sử
Thiếu tướng Trần Minh Tiến, sinh năm 1967, quê huyện Bình Lục, tỉnh Hà Nam,  ông có trình độ Thạc sĩ, Cao cấp lý luận chính trị, tốt nghiệp Học viện Cảnh sát nhân dân; Trưởng thành từ cơ sở, là cán bộ Công an tỉnh Hà Nam; từng đảm nhiệm các chức vụ: Trưởng Công an huyện Bình Lục, tỉnh Hà Nam; Trưởng Phòng Cảnh sát hình sự; Phó Giám đốc Công an, Thủ trưởng Cơ quan CSĐT Công an tỉnh Hà Nam.
Tháng 3.2021, Đại tá Trần Minh Tiến được Bộ trưởng Bộ Công an điều động, bổ nhiệm làm Giám đốc Công an tỉnh Lâm Đồng.
Năm 2022, Đại tá Trần Minh Tiến được điều động đến nhận công tác và giữ chức Giám đốc Công an tỉnh Nam Định.
Tháng 1 năm 2024 khi đang giữ chức vụ Giám đốc Công an tỉnh Nam Định, ông được Bộ trưởng Bộ Công an điều động giữ chức vụ Chánh Văn phòng Cơ quan Cảnh sát điều tra Bộ Công an và làm Phó Thủ trưởng thường trực Cơ quan Cảnh sát điều tra Bộ Công an thay cho Trung tướng Đỗ Văn Hoành nghỉ hưu.
Đến giữa tháng 4 năm 2024, ông được Quyền Chủ tịch nước Cộng hòa xã hội chủ nghĩa Việt Nam Võ Thị Ánh Xuân quyết định thăng hàm từ Đại tá lên Thiếu tướng.

## Khen thưởng
- Huân chương Chiến công hạng Ba
- Huân chương Chiến sĩ vẻ vang hạng Nhất
- Huân chương Chiến sĩ vẻ vang hạng Nhì
- Huân chương Chiến sĩ vẻ vang hạng Ba v.v...

## Lịch sử thụ phong cấp bậc hàm
| Năm thụ phong | 2019   | 2024        |
| ------------- | ------ | ----------- |
| Cấp hàm       |        |             |
| Danh xưng     | Đại tá | Thiếu tướng |